# انتشار گازهای گلخانه ای توسط چین
انتشار گازهای گلخانه‌ای توسط چین چه از جنبه تولید و چه مصرف، بیشترین میزان در جهان است و عمدتاً ریشه در سوزاندن زغال‌سنگ در چین دارد؛ از جمله از نیروگاه‌های با سوخت زغال‌سنگ، استخراج زغال‌سنگ، و کوره‌های بلند تولید آهن و فولاد منتشر می‌شود. هنگام اندازه‌گیری انتشارات بر اساس تولید، چین بیش از ۱۴ گیگاتن (Gt) معادل CO2گازهای گلخانه‌ای در سال ۲۰۱۹ منتشر کرده است که ۲۷٪ از کل این میزان در جهان است. زمانی که اندازه‌گیری بر اساس مصرف باشد، انتشارات مرتبط با کالاهای وارداتی را اضافه می‌کند و انتشارات مرتبط با کالاهای صادراتی را از آن کم می‌کنند، چین ۱۳ گیگاتن (Gt) یا ۲۵٪ از انتشار جهانی را به خود اختصاص می‌دهد.
با وجودی که چین بزرگ‌ترین منتشرکننده گازهای گلخانه ای در جهان است، جمعیت زیاد آن به این معنی است که سرانه انتشار گازهای گلخانه‌ای به ازای هر نفر در این کشور به شکل قابل توجهی کمتر از کشورهای توسعه یافته باقی مانده است. این مقدار معادل بیش از ۱۰٫۱ تن CO2 معادل منتشر شده به ازای هر نفر در سال است، که کمی بیشتر از مقدار میانگین جهانی و میانگین اتحادیه اروپا است، اما به‌طور چشمگیری از دومین منتشرکننده بزرگ گازهای گلخانه‌ای، که ایالات متحده با ۱۷٫۶ تن برای هر نفر است، کمتر است. با توجه به تاریخچه این انتشارات، کشورهایOECD در انتشار تجمعی چهار برابر بیشتر از چین CO2 تولید کردند که دلیل آن شروع زودهنگام صنعتی‌شدن کشورهای توسعه یافته است.
اهداف مشخص شده در مشارکت تعیین شده ملی چین در سال ۲۰۱۶ در حال محقق شدن هستند، اما برای مبارزه مناسب با گرمایش جهانی کافی نیستند. چین متعهد شده است که حداکثر میزان انتشار آن در سال ۲۰۳۰ انجام شده و تا سال ۲۰۶۰ این انتشارات به صفر برسد. برای محدود کردن گرمایش به C 1.5، نیروگاه‌های زغال‌سنگ در چین که فاقد سیستم جذب کربن هستند باید تا سال ۲۰۴۵ از رده خارج شوند. چین کماکان به ساخت نیروگاه‌های زغال‌سنگ در سال ۲۰۲۰ ادامه می‌دهد و متعهد می‌شود که استفاده از زغال سنگ را از سال ۲۰۲۶ کاهش دهد. بر اساس تجزیه و تحلیل‌های مختلف، برآورد می‌شود که چین به ظرفیت انرژی تجدیدپذیر و اهداف کاهش انتشار زودهنگام برسد ولی کماکان برنامه‌های بلندمدت برای مبارزه با تغییرات اقلیمی جهانی و تحقق اهداف مشارکتی مشخص‌شده ملی (NDC) مورد نیاز است.